# Phá hoại tài sản
Phá hoại tài sản (đôi khi được gọi là phá hủy tài sản) là hành vi làm hư hỏng hoặc phá hủy tài sản bất động hoặc tài sản cá nhân hữu hình, do sơ suất, cố ý phá hủy hoặc thiên tai gây ra. Phá hủy tài sản là một loại hành vi xâm phạm quyền sở hữu tài sản của người khác, liên quan đến thiệt hại vật lý cố ý và nghiêm trọng hơn đối với tài sản không thể sửa chữa hoặc chi phí sửa chữa cực kỳ đắt đỏ.
Phá hoại tài sản tương tự như phá hoại (cố ý làm hỏng, phá hủy hoặc làm mất giá) và đốt phá (phá hủy tài sản bằng lửa) do những tội phạm này liên quan đến việc phá hủy và làm hư hỏng tài sản của người khác một cách bất hợp pháp. Phá hoại tài sản bao gồm phá hoại tài sản gắn liền cố định với mặt đất hoặc tài sản di động của chủ sở hữu tài sản, đồng thời gây ra thiệt hại vật lý lớn hơn phá hoại.